# Самош
Самош је насеље у општини Ковачица, у Јужнобанатском округу, у Србији. Према попису из 2022. било је 825 становника.

## Историја
Самош је основан између 1802 – 1806. године од стране војног ерара и насељен је Србима и Румунима из Сечња и Чавоша. Припадао је добричкој компанији немачко-банатске регименте. У почетку је општина имала само малу богомољу у коју су смештене иконе донете из Сечња и Чавоша.
Овде се налазе Српска православна црква Светог Николе у Самошу и Водица Силаска Св. Духа - Тројица у Самошу.
Године 1840. почела градња цркве посвећене празнику Летњем Св. Николи, која је потпуно довршена освећена 1847. године. Иконе иконостаса су пренете из два места Сечња и Чавоша. Иконостас чине две групе икона: старије су зографске рад Недељка Поповића, а новије су изгледа дело иконописца Јована Исајловића млађег. Обе иконе на црквеним троновима урадио је као поклон, Уроша Предића постављене накнадно. Исте године кад и храм, уз њега је подигнута и српска народна школа. У Самошу било је 1843. год. 2.152 становника православне вере, са два пароха, а два учитеља поучавало је 220 ђака.
По државном попису православног клира из 1846. године у Самошу има 2.379 становника. Парохијско звање је основано 1806. године и од тада се воде све матичне књиге. Свештеници су Димитрије Пиваровић и Марко Нешковић. У народној школи је 215 ђака, а мушкој деци предаје Павле Векецки, а женској учитељ Адам Дрндарски. Пароха старог Нешковић заменио је потом његов син поп Макса, који је провео 30 година на самошкој парохији, где је и изненада умро 1890. године.
За развој Самоша најзаслужнија је породица велепоседника и трговаца Теодоровића. Јован Теодоровић је (пре и после) 1908. године био вирилни члан Торонталске жупаније, са пореском основицом 1482 круне. Чланови породице Јована Јоце Теодоровића (1828-1908) имали су напредно имање - одају са земљом, кудељару, дућан, огромну кућу у центру села и друге некретнине. Били су и црквени добротвори, те народни посланици и по богатству вирилни чланови скупштине Торонталске жупаније. Иза те отмене господе банатских Срба племића, остала је лепа галерија њихових портрета (14), које је по њиховој наруџбини, рођак сликар Урош Предић урадио бесплатно, са још приде неколико икона за самошки храм.
Године 1874. Самошка општина је добила право држања једног годишњег вашара. Били су то дефинисани јесењи дани, током 19-22. септембра.
По подацима из 1905. године Самош је велика општина у Алибунарском срезу. Ту живи 2648 становника у 538 домова. Срби су у огромној већини; има их 2526 или 96% са 515 кућа. у месту је српска православна црква и три комуналне школе. Од комуникацијских средстава ту су ПТТ и железничка станица. Храм је био у добром стању, порта пространа ограђена и уређена. Црквена општина је била уредна, под председништвом Душана Лујанова. Парохија је прве највише платежне класе, има парохијски дом и парохијску сесију од 34 кј. земље. Парох је тада поп Димитрије Дроњак родом из Деча, са службом у месном храму већ 14 година. Постоје два српска православна гробља. Школа је од 1872. године комунална, има два школска здања. У једном здању су две дворнице (учионице) за II-V разред, а у другом здању је дворница само за I разред. Учитељско тело чине: учитељ Правдољуб Предић родом из Самоша, служи у месту од 1897. године; учитељица Софија Арнот родом из Мокрина, служи ту од 1899. године; учитељ Михајло Дрндарски родом из Добрице, служи у Самошу од 1900. године. Редовну наставу је пратило 403 ђака, а у пофторну школу су ишла чак 235 ученика.
Постојала је 1905. годину у Самошу Српска земљорадничка задруга са капиталом од 3342 к. На њеном челу су тада били: председник марко Јованов и пословођа Влада Молдован.
Најзанимљивија личност у Самошу је био православни парох поп Александар Павловић. Био је овај не само парох већ и протонамесник вршачки; човек од поверења владике Кенгелца. Као врло образован а само сеоски, самошки свештеник у периоду 1844—1891. године, као добар зналац страних језика - преводилац и теолошки писац, објавио је десетак наслова књига. На књижевном пољу јавља се 1844. године са песмом "Слоги" коју је објавио на првој страни српски лист "Пештанско-будимски скоротеча". Исте године у Новом Саду појављује се његова прва књига, драма "Заробљена Милка". Он је тада Ковинац, а потписује се са додатком "Велмужић". После укидања банатске Војне границе, он се активира у јавном животу као парох самошки. Већ 1874. године публикује један спис у одбрану православне цркве. Као "клерикалац" по политичком уверењу, има посла са политичким непријатељима који га јавно нападају. У одбрану себе и својих заштитника у Вршцу, саставља полемичку политичку брошуру са насловом "Одговор старом Саборлији" 1883. године. У то време остварује лепе резултате на књижевном пољу, и исте године (1882) издаје чак три духовне књиге. Била су то панчевачка издања, житија Св. Димитрија и Св. Николе, те "Златоустове беседе". Хајнрих Чоке, немачки књижевник му је омиљени стваралац, којем се враћа више пута. Прво је 1879. године превео од Чоке-а наслов "Самоглед или погледи на свет и на Бога", и објавио у Панчеву. Други пут се упушта у већи подухват, након превода са немачког Чоке-а "Часови за побожна размишљања", исто је допунио својим мислима, и преко новинама објавио 1886. године претплату на дело "Часови побожности". Али то издање најављивано као "целокупно дело од 10 књига", није се никад појавило, услед малог одзива претплатника. Павловић је годинама сарађивао и са "духовним" црквеним листовима, попут "Српски сион" и "Глас истине", за које је писао прилоге. Али тај врсни теолог, који се по таленту и способностима истицао међу браћом свештеницима, остао је упамћен у Самошу тек као неки "поп Шандор". За Самошане он је само један од сеоских шпицлова (као шерет?), који се надмудривао са недостојним сапарохом, поп Дроњком. Свештеник Павловић је поживео 72 године, и умро после дугог боловања 1891. године у Самошу.
Владимир Фијат (1883—1959), образовао се за трговачког путника, а завршио као кувар у краљевском двору у Београду. Као колекционар, после разговора са Ивано Шајном, поклонио је родном месту своју уметничку збирку, од преко 130 уметнина, да се од ње направи завичајни музеј - његов легат у Самошу. Збирка која је сада у галеријској функцији у центру Самоша, настала је под непосредним утицајем његовог добротвора кнеза Павла, такође колекционара, али и других, уметника попут Марка Мурата.
На дан 25. новембра 1898. год. добио је железничку станицу на прузи Алибунар – Сечањ и Самош — Ковачица.
- Популација кроз историју[12]:

| Година     | 1869. | 1880. | 1890. | 1900. | 1910. | 1921. |
| Становника | 2.300 | 2.485 | 2.713 | 2.648 | 2.468 | 2.486 |
| Срба       | ?     | ?     | ?     | ?     | ?     | 2408  |
| Румуна     | ?     | ?     | ?     | ?     | ?     | 2     |
| Немаца     | ?     | ?     | ?     | ?     | ?     | 32    |
| Мађара     | -     | ?     | ?     | ?     | ?     | 9     |
| Словака    | ?     | ?     | ?     | ?     | ?     | 6     |
| Словенаца  | ?     | ?     | ?     | ?     | ?     | 29    |

## Демографија
У насељу Самош живи 1019 пунолетних становника, а просечна старост становништва износи 45,0 година (42,5 код мушкараца и 47,5 код жена). У насељу има 475 домаћинстава, а просечан број чланова по домаћинству је 2,63.
Ово насеље је углавном насељено Србима (према попису из 2002. године), а у последња три пописа, примећен је пад у броју становника.
|  |

| Демографија | Демографија | Демографија |
| Година      | Становника  | Становника  |
| ----------- | ----------- | ----------- |
| 1948.       | 2.382       |             |
| 1953.       | 2.373       |             |
| 1961.       | 2.310       |             |
| 1971.       | 2.108       |             |
| 1981.       | 1.658       |             |
| 1991.       | 1.438       | 1.416       |
| 2002.       | 1.247       | 1.286       |

| Етнички састав према попису из 2002.‍ | Етнички састав према попису из 2002.‍ | Етнички састав према попису из 2002.‍ | Етнички састав према попису из 2002.‍ | Етнички састав према попису из 2002.‍ |
| ------------------------------------ | ------------------------------------ | ------------------------------------ | ------------------------------------ | ------------------------------------ |
|                                      |                                      |                                      |                                      |                                      |
| Срби                                 | Срби                                 |                                      | 1.119                                | 89,73%                               |
| Роми                                 | Роми                                 |                                      | 56                                   | 4,49%                                |
| Словаци                              | Словаци                              |                                      | 23                                   | 1,84%                                |
| Југословени                          | Југословени                          |                                      | 12                                   | 0,96%                                |
| Мађари                               | Мађари                               |                                      | 9                                    | 0,72%                                |
| Хрвати                               | Хрвати                               |                                      | 6                                    | 0,48%                                |
| Црногорци                            | Црногорци                            |                                      | 2                                    | 0,16%                                |
| Македонци                            | Македонци                            |                                      | 2                                    | 0,16%                                |
| Руси                                 | Руси                                 |                                      | 1                                    | 0,08%                                |
| Муслимани                            | Муслимани                            |                                      | 1                                    | 0,08%                                |
| Бугари                               | Бугари                               |                                      | 1                                    | 0,08%                                |
| непознато                            | непознато                            |                                      | 1                                    | 0,08%                                |

| Година пописа     | 1948. | 1953. | 1961. | 1971. | 1981. | 1991. | 2002. |
| ----------------- | ----- | ----- | ----- | ----- | ----- | ----- | ----- |
| Број домаћинстава | 598   | 595   | 612   | 602   | 576   | 528   | 475   |

| Број чланова      | 1   | 2   | 3  | 4  | 5  | 6  | 7 | 8 | 9 | 10 и више | Просек |
| ----------------- | --- | --- | -- | -- | -- | -- | - | - | - | --------- | ------ |
| Број домаћинстава | 133 | 149 | 67 | 57 | 38 | 22 | 7 | 2 | 0 | 0         | 2,63   |

| Пол    | Укупно | Неожењен/Неудата | Ожењен/Удата | Удовац/Удовица | Разведен/Разведена | Непознато |
| ------ | ------ | ---------------- | ------------ | -------------- | ------------------ | --------- |
| Мушки  | 524    | 168              | 305          | 38             | 13                 | 0         |
| Женски | 540    | 78               | 310          | 137            | 13                 | 2         |
| УКУПНО | 1.064  | 246              | 615          | 175            | 26                 | 2         |

| Пол    | Укупно                    | Пољопривреда, лов и шумарство | Рибарство                            | Вађење руде и камена | Прерађивачка индустрија       |
| ------ | ------------------------- | ----------------------------- | ------------------------------------ | -------------------- | ----------------------------- |
| Мушки  | 292                       | 203                           | 0                                    | 0                    | 50                            |
| Женски | 171                       | 119                           | 0                                    | 0                    | 12                            |
| УКУПНО | 463                       | 322                           | 0                                    | 0                    | 62                            |
| Пол    | Производња и снабдевање   | Грађевинарство                | Трговина                             | Хотели и ресторани   | Саобраћај, складиштење и везе |
| Мушки  | 0                         | 5                             | 10                                   | 2                    | 7                             |
| Женски | 0                         | 0                             | 15                                   | 3                    | 1                             |
| УКУПНО | 0                         | 5                             | 25                                   | 5                    | 8                             |
| Пол    | Финансијско посредовање   | Некретнине                    | Државна управа и одбрана             | Образовање           | Здравствени и социјални рад   |
| Мушки  | 0                         | 1                             | 4                                    | 5                    | 1                             |
| Женски | 1                         | 1                             | 5                                    | 9                    | 5                             |
| УКУПНО | 1                         | 2                             | 9                                    | 14                   | 6                             |
| Пол    | Остале услужне активности | Приватна домаћинства          | Екстериторијалне организације и тела | Непознато            | Непознато                     |
| Мушки  | 2                         | 0                             | 0                                    | 2                    | 2                             |
| Женски | 0                         | 0                             | 0                                    | 0                    | 0                             |
| УКУПНО | 2                         | 0                             | 0                                    | 2                    | 2                             |